# Medahan
Medahan is een bestuurslaag in het regentschap Gianyar van de provincie Bali, Indonesië. Medahan telt 5189 inwoners (volkstelling 2010).